# Filípicas (Cícero)

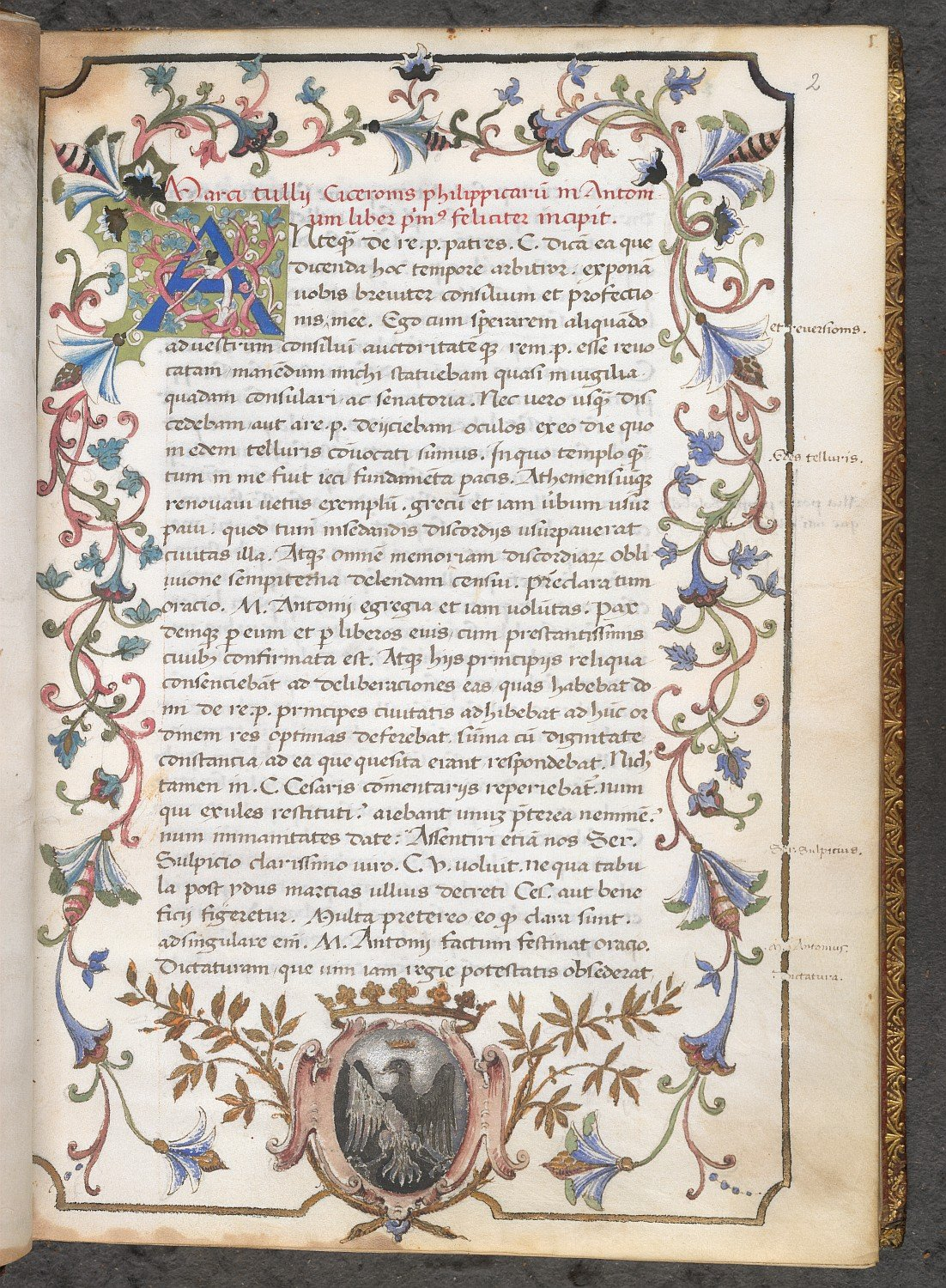
Filípicas de Cicero, manuscrito do século XV, Biblioteca Britânica.

As Filípicas (em latim: Philippicae) são uma série de 14 discursos compostos por Cícero em 44 e 43 a.C., condenando Marco Antônio. Cícero comparou esses discursos aos de Demóstenes contra Filipe II da Macedônia; os discursos de Demóstenes e Cícero ficaram conhecidos como Filípicas.
Os discursos foram feitos após o assassinato de Júlio César, durante uma luta pelo poder entre os partidários de César e seus assassinos. Embora Cícero não estivesse envolvido no assassinato, ele concordou e sentiu que Antônio também deveria ter sido eliminado. Nas Filípicas, Cícero tentou reunir o Senado contra Antônio, a quem denunciou como uma ameaça à República Romana.
As Filípicas convenceram o Senado a declarar Antônio inimigo do Estado e enviar um exército contra ele. No entanto, os comandantes foram mortos em batalha, então o exército do Senado ficou sob o controle de Otaviano. Quando Otaviano, Antônio e Marco Lépido formaram o segundo triunvirato, Antônio insistiu que eles proscrevessem Cícero como vingança pelas Filípicas. Cícero foi caçado e morto logo depois.

## Discursos
Os quatorze discursos foram:
- 1° Filípica (discurso no Senado, 2 de setembro de 44): Cícero critica a legislação dos cônsules em exercício, Marco Antônio e Públio Cornélio Dolabela, que, disse ele, agiram contra a vontade do falecido César (acta Cesaris). Ele exige que os cônsules voltem a cuidar do bem-estar do povo romano.
- 2º Filípica (panfleto, concebido como discurso senatorial, 24 de outubro de 44, possivelmente publicado somente após a morte de Cícero): Ataques veementes a Marco Antônio, incluindo a acusação de que ele supera em sua ambição política até Lúcio Sérgio Catilina e Públio Clódio Pulcro. Catálogo das "atrocidades" de Marco Antônio. É a mais longa das Filípicas de Cícero.
- 3.º Filípica (discurso no Senado, 20 de dezembro de 44, pela manhã): Temendo ser processado uma vez que seu mandato como cônsul termine em 1º de janeiro, Antônio deixou Roma com um exército, rumo à Gália Cisalpina. Cícero exorta o Senado a agir contra Antônio e exige que eles mostrem solidariedade com Otaviano e Décimo Bruto Albino (um dos assassinos de César que agora servia como governador da Gália Cisalpina).
- 4º Filípica (discurso na assembleia pública, 20 de dezembro de 44, à tarde): Cícero denuncia Marco Antônio como inimigo público e argumenta que a paz com Antônio é inconcebível.
- 5º Filípica (discurso no Senado, realizado no Templo de Júpiter Capitolino, 1 de janeiro de 43, na presença dos novos cônsules Aulo Hírcio e Caio Víbio Pansa Cetroniano): Cícero insta o Senado a não enviar uma embaixada a Marcos Antônio e adverte contra as intenções de Antônio. Cícero propõe que o Senado honre Décimo Bruto, Otaviano e suas tropas e Marco Emílio Lépido. As propostas de Cícero são recusadas; o Senado envia os três ex-cônsules Lúcio Calpúrnio Pisão Cesonino, Lúcio Márcio Filipo e Sérvio Sulpício Rufo a Marco Antônio.
- 6º Filípica (discurso na assembleia pública, 4 de janeiro de 43): Cícero descreve a embaixada realizada pelo Senado como meramente atrasando uma declaração de guerra inevitável contra Marco Antônio. Ele acredita que a guerra virá após o retorno dos embaixadores. Ele apela à unanimidade na luta pela liberdade.
- 7º Filípica (discurso no Senado, fora da ordem do dia, em meados de janeiro de 43): Cícero se apresenta como um procurador da paz, mas considera a guerra contra Marco Antônio como uma exigência do momento. Mais uma vez, ele exige que as negociações com Marco Antônio sejam interrompidas.
- 8º Filípica (discurso no Senado, 3 de fevereiro de 43): Como Antônio recusou as exigências do Senado, Cícero conclui que a situação política é de fato uma guerra. Ele prefere usar a palavra bellum (guerra) do que tumultus (agitação) para descrever a situação atual. Ele critica o ex-cônsul Quinto Fúfio Caleno, que quer negociar a paz com Marco Antônio: paz sob ele seria o mesmo que escravidão. Ele propõe anistia a todos os soldados que deixarão Antônio antes de 15 de março de 43, mas aqueles que ficarem com ele mais tarde devem ser considerados inimigos públicos. O Senado concorda.
- 9º Filípica (discurso no Senado, 4 de fevereiro de 43): Cícero exige que o Senado honre Sérvio Sulpício Rufo, que morreu durante a embaixada a Marco Antônio. O Senado concorda com esta proposta.
- 10º Filípica (discurso no Senado, em meados de fevereiro de 43): Cícero elogia os feitos militares de Marco Júnio Bruto na Macedônia e no Ilírico. Ele exige que o Senado confirme Bruto como governador da Macedônia, Ilírico e Grécia junto com as tropas. O Senado concorda.
- 11º Filípica (discurso no Senado, final de fevereiro de 43): Cícero castiga Dolabela por ter assassinado Caio Trebônio, governador da Ásia. Ele exige que o governo da Síria seja dado a Caio Cássio Longino. O Senado rejeita esta proposta.
- 12º Filípica (discurso no Senado, início de março de 43): Cícero rejeita uma segunda embaixada a Marco Antônio, embora a princípio estivesse pronto para participar dela. O Senado concorda.
- 13º Filípica (discurso no Senado, 20 de março de 43): Cícero ataca Antônio por conduzir a guerra no norte da Itália (Antônio estava sitiando Décimo Bruto em Mutina). Ele comenta uma carta de Antônio a "Caio César" (Otaviano) e Aulo Hírcio. Ele rejeita o convite à paz de Lépido, referindo-se aos "crimes" de Antônio. Ele exige que o Senado honre Sexto Pompeu.
- 14º Filípica (discurso no Senado, 21 de abril de 43, após a vitória senatorial sobre Antônio na Batalha do Fórum dos Galos): Cícero propõe um festival de ação de graças e elogia os comandantes vitoriosos e suas tropas. Ele exige que Marco Antônio seja declarado inimigo público (hostis). O Senado concorda com a última proposta.[6]

### Análise
Os dois primeiros discursos marcam o início da inimizade entre Marco Antônio e Cícero. É possível que Cícero quisesse invocar a memória de sua bem-sucedida denúncia da conspiração catilina; de qualquer forma, ele compara Marco Antônio com seus piores oponentes políticos, Catilina e Clódio, de uma maneira retórica inteligente.
Nos 3º e 4º discursos, de 20 de dezembro de 44, ele tentou estabelecer uma aliança militar com Otaviano; o objetivo principal era a aniquilação de Marco Antônio e a restauração da res publica libera - a república livre; para atingir esse objetivo, ele favoreceu os meios militares de forma inequívoca.
Como o Senado decidiu enviar uma delegação de paz, nos discursos 5, 6, 7, 8 e 9, ele argumentou contra a ideia de uma embaixada e tentou mobilizar o Senado e o povo romano para a guerra.
Nos dias 10 e 11, ele apóia o fortalecimento militar dos republicanos Bruto e Cássio, mas obteve êxito apenas no caso do primeiro.
Nos dias 12, 13 e 14, ele queria acabar com qualquer dúvida contra sua própria política de guerra. Após a vitória sobre Marco Antônio, no último discurso ele ainda adverte contra uma ânsia muito rápida pela paz.

## Consequência
Os ataques de Cícero a Antônio foram apenas parcialmente bem-sucedidos e mas foram superados por eventos no campo de batalha. O Senado concordou com a maioria (mas não todas) das propostas de Cícero, incluindo declarar Antônio inimigo do estado. Cícero convenceu os dois cônsules em 43 a.C., Aulo Hírcio e Caio Víbio Pansa, a liderar os exércitos do Senado (com uma força aliada comandada por Otaviano) contra Antônio. No entanto, Pansa foi mortalmente ferido na Batalha do Fórum dos Galos, e Hírcio morreu na Batalha de Mutina alguns dias depois. Ambas as batalhas foram vitórias para o exército do Senado, mas as mortes de seus comandantes deixaram a força sem líder. O magistrado sênior na cena era Décimo Bruto (o proprietário da Gália Cisalpina), que o Senado tentou nomear para o comando, mas Otaviano se recusou a trabalhar com ele porque tinha sido um dos assassinos de Júlio César. A maioria das tropas mudou sua lealdade para Otaviano. Com Cícero e o Senado tentando contorná-lo e agora no comando de um grande exército, Otaviano decidiu se reconciliar com Antônio. Antônio e Otaviano se aliaram e Marco Emílio Lépido para formar o segundo triunvirato, em oposição aos assassinos de César. Com o triunvirato controlando quase todas as forças militares, Cícero e o Senado ficaram indefesos.
Imediatamente após legislar sua aliança em existência oficial (por um mandato de cinco anos com império consular), o triunvirato começou a proscrever seus inimigos e rivais em potencial. Eles incluíam um tribuno chamado Sálvio, que se aliou a Antônio antes de mudar seu apoio para Cícero. Otaviano supostamente argumentou por dois dias contra Cícero ser adicionado à lista de proscrição, mas os triúnviros eventualmente concordaram em cada sacrifício de um associado próximo (Cícero sendo de Otaviano). 

A maioria dos senadores proscritos procuraram fugir para o Leste, particularmente para a Macedônia, onde mais dois assassinos de César, Bruto e Caio Cássio Longino, estavam tentando recrutar novos exércitos. Cícero foi um dos proscritos mais obstinadamente caçados, mas foi visto com simpatia por um grande segmento do público, tantos se recusaram a relatar que o tinham visto. Ele acabou sendo pego deixando sua vila em Fórmias em uma liteira rumo à costa, de onde esperava embarcar em um navio para a Macedônia. Ele se submeteu a um soldado, expondo seu pescoço a ele, sofrendo morte e decapitação. Antônio solicitou que as mãos que escreveram as Filípicas também fossem removidas. Sua cabeça e mãos foram exibidas publicamente no Fórum Romano para desencorajar qualquer um que se oponha ao novo Triunvirato de Otaviano, Marco Antônio e Lépido.